# باد مور
باد مور (بالإنجليزية: Bud Moore)‏ هو لاعب كرة قدم أمريكية أمريكي، ولد في 16 أكتوبر 1939 في برمنغهام في الولايات المتحدة.